# Santiago Ramos Sánchez
Santiago Ramos Sánchez (Boadilla (La Fuente de San Esteban), Salamanca; 1 d'agost de 1949) és un actor espanyol.

## Trajectòria professional
Abandona la carrera de Dret per a dedicar-se a la interpretació. Ja establert en Madrid es dedica al teatre i des de 1972 treballa al cinema en pel·lícules com Al diablo con amor, Cabo de vara o Tierra de rastrojos. Actor de reconegudes qualitats interpretatives i físiques -degut principalment al seu timbre de veu- ha treballat amb algunes de les figures més importants del cinema espanyol com Luis García Berlanga, José Luis Garci, Fernando Trueba o Jaime Chávarri. En la dècsda del 1980 va treballar en més de quinze produccions, tant per a cinema com per a televisió, destacant Sé infiel y no mires con quién (1985), El año de las luces (1986), Luna de lobos (1987), El río que nos lleva (1989) o Las cosas del querer (1989), però la seva consagració cinematogràfica es produeix quan coprotagonitza La vaquilla, en 1985.
En 1996 realitza el seu primer paper com a protagonista a Como un relámpago, de Miguel Hermoso, en la qual Santiago Ramos va donar vida a Rafael, un pare que va abandonar a la seva dona (Assumpta Serna) i al seu fill (Eloy Azorín) i que anys després rep la inesperada visita d'aquest. Per aquest paper va rebre el seu primer, i únic, Goya al millor actor.
A partir del premi, Ramos s'ha dedicat més al teatre i la televisió, encara que destaquen alguns títols en cinema com Fugitivas (2000), El caballero Don Quijote (2002), El Lobo (2004) o Els noms d'Alícia (2005). Tanmateix, el seu paper més conegut ha estat a la sèrie d'Antena 3 Aquí no hay quien viva. El 2005 es va casar amb la maquilladora Paca Almenara, mare de María Adánez, amb la que portava vivint 20 anys.

## Filmografia
- 5ºB Escalera Dcha (2011) (c)
- Els noms d'Alícia (2005)
- El Lobo (2004)
- Tiovivo c. 1950 (2004)
- Hotel Danubio (2003)
- Queda demostrado (2003)
- El caballero Don Quijote (2002)
- Cuando todo esté en orden (2002)
- Si tú supieras (2002) (c)
- 5 (2002) (c)
- El encantador de serpientes (2002) (c)
- El lado oscuro del corazón 2 (2001)
- Pata Negra (2001)
- Terca vida (2000)
- Fugitivas (2000)
- Zu verkaufen (2000) (c)
- Es venen records (1999) (c)
- La luz que me ilumina (1999) (c)
- Mátame mucho (1998)
- Grandes ocasiones (1998)
- Igual caen dos (1997) (c)
- Memorias del Ángel Caído (1997)
- Gracias por la propina (1997)
- Como un relámpago (1996)
- Gran slalom (1996)
- El techo del mundo (1995)
- Hotel y domicilio (1995)
- Cuernos de mujer (1995)
- El seductor (1995)
- ¡Oh, cielos! (1995)
- Tatiana, la muñeca rusa (1995)
- Nexo (1995)
- Transeúntes (1994)
- Tres palabras (1993)
- Ciénaga (1993)
- Orquesta Club Virginia (1992)
- Catorce estaciones (1991)
- La fuente de la edad (1991)
- Las cosas del querer (1989)
- El río que nos lleva (1989)
- Miss Caribe (1988)
- La última cena... del 88 (1988)
- El juego más divertido (1988)
- Tu novia está loca (1988)
- Brumal (1988)
- Luna de lobos (1987)
- Dragon Rapide (1986)
- El año de las luces (1986)
- La mitad del cielo (1986)
- Sé infiel y no mires con quién (1985)
- Caso cerrado (1985)
- La vaquilla (1985)
- Percusión (1983)
- Y del seguro... líbranos señor! (1983)
- Estoy en crisis (1982)
- Buscando a Perico (1982)
- La fuga de Segovia (1981)
- ¡Tú estás loco, Briones! (1981)
- Tierra de rastrojos (1980)
- Cabo de vara (1978)
- Con uñas y dientes (1977)
- Al diablo, con amor (1973)

## Trajectòria a televisió
També ha actuat a vàries sèries de televisió, entre les que hom pot destacar Los gozos y las sombras o Café con leche. També ha realitzat diverses produccions com Platos rotos, La mujer lunática, Lleno, por favor, Ellas son así, de Chus Guitérrez i Jaime Botella i la més recent Aquí no hay quien viva, que va fer augmentar la seva popularitat.
- Familia: Manual de supervivencia (8 episodis, 2013)
- Pelotas (3 episodis, 2010)
- Banda sonora (1 episodi, 2008)
- Aquí no hay quien viva (56 episodis, 2004-2006)
- Ellas son así (13 episodis, 1999)
- Periodistas (1 episodi, 1998)
- Café con leche (13 episodis, 1998)
- La banda de Pérez (1 episodi, 1997)
- Pepa y Pepe (1 episodi, 1995)
- Lleno, por favor (5 episodis, 1993-1994)
- La otra historia de Rosendo Juárez (1993)
- Las chicas de hoy en día (1 episodi, 1992)
- Pájaro en una tormenta (4 episodis, 1990)
- La mujer de tu vida: La mujer lunática (1990)
- La comedia dramática española (1 episodi, 1986)
- Platos rotos (2 episodis, 1985)
- Los gozos y las sombras (6 episodis, 1982)

## Teatre
Actor vocacional, ja des de petit va participar en obres de teatre. A Madrid es va iniciar en el teatre independent, s companyies com Tábano i Los Goliardos. Ha interpretat tant obres modernes com de clàssics.
- Páncreas, de Patxo Tellería, direcció Juan Carlos Rubio (2015)
- La fiesta de los jueces, adaptació d'Ernesto Caballero i basada en El cántaro roto, de Heinrich von Kleist.
- Noviembre, de David Mamet.
- ¡Ay, Carmela!, con Verónica Forqué.
- La muerte de un viajante, d'Arthur Miller.
- Don Álvaro o la fuerza del sino, d'Ángel Saavedra.
- Travesía, de Fermín Cabal.
- Share 38, amb Pepón Nieto.
- La boda de los pequeños burgueses, amb el grup Los Goliardos.
- Métele caña, adaptació de David Trueba i dirigida per Ramos al teatro de La Abadía.
- Robinson Crusoe, amb el grup Tábano.
- La ópera del bandido, amb el grup Tábano.
- Cambio de tercio, amb el grup Tábano.
- Oleanna, de David Mamet.
- Tú estás loco Briones, de Fermín Cabal.
- Las bragas, de Angel Facio.
- Esta noche, gran velada, de Fermín Cabal.
- La rosa de papel, de Valle-Inclán.
- La prueba, amb Cayetana Guillén Cuervo.
- Fedra, de Sèneca

## Premis i candidatures
Premis Goya
| Any  | Categoria    | pel·lícula        | Resultat  |
| ---- | ------------ | ----------------- | --------- |
| 1996 | Millor actor | Como un relámpago | Guanyador |

Premis de la Unión de Actores
| Any  | Categoria                        | pel·lícula | Resultat |
| ---- | -------------------------------- | ---------- | -------- |
| 2004 | Millor actor secundari de cinema | El Lobo    | Nominat  |

Premis Turia
| Any  | Categoria    | pel·lícula         | Resultat  |
| ---- | ------------ | ------------------ | --------- |
| 1997 | Millor actor | El techo del mundo | Guanyador |

Festival Internacional de Cinema de Comèdia de Peníscola
| Any  | Categoria    | pel·lícula        | Resultat  |
| ---- | ------------ | ----------------- | --------- |
| 1996 | Millor actor | Como un relámpago | Guanyador |

Festival de Cinema Hispano de Miami
| Any  | Categoria                                   | pel·lícula             | Resultat  |
| ---- | ------------------------------------------- | ---------------------- | --------- |
| 1999 | Golden Egret ("Garza de Oro"): Millor actor | Gracias por la propina | Guanyador |

Premis Valle Inclán de teatre
| Any  | Categoria            | Muntatge  | Resultat |
| ---- | -------------------- | --------- | -------- |
| 2009 | Millor labor teatral | Noviembre | Nominat  |

Premis Mayte de teatre de Cantabria
| Any  | Categoria                    | Muntatge  | Resultat |
| ---- | ---------------------------- | --------- | -------- |
| 2009 | Millor interpretació teatral | Noviembre | Nominat  |

Altres reconeixements
- 1993-94: Premi de la Cartellera Madrilenya als I Premis de la Crítica de Madrid.